# Cleora esoterica
Cleora esoterica là một loài bướm đêm trong họ Geometridae.